# 서스페리아 (1977년 영화)
《서스페리아》(Suspiria}는 1977년 개봉한 이탈리아의 초자연 공포 영화이다. 다리오 아르젠토가 감독과 공동각본을 맡았으며, 토머스 드 퀸시의 에세이 심연에서의 탄식 (Suspiria de Profundis)이 영화의 원작이다. 세 마녀 삼부작(The Three Mothers) 중 첫 번째 작품이다.
2018년 루카 구아다니노가 연출을 맡은 동명 리메이크 영화가 제작되었다.

## 출연

### 주연
- 제시카 하퍼
- 스테파냐 카시니

### 조연
- 조안 베넷
- 알리다 발리
- 플라비오 부치
- 미구엘 보세

## 기타
- 미술: 쥬세페 바산